# 퐁 (비디오 게임)
《퐁》(Pong)은 최초의 아케이드 비디오 게임이자 최초의 스포츠 아케이드 비디오 게임 중 하나이다. 단순한 2차원 그래픽을 차용한 탁구 스포츠 게임이다. 이전까지 《컴퓨터 스페이스》 같은 아케이드 비디오 게임이 존재했으나, 퐁은 최초로 대중적 인기를 끈 비디오 게임이었다. 아타리에서 제조한 원판은 1972년 발매되었다. 앨런 알콘이 아타리의 공동 창업자 놀런 부슈널의 도움을 받아 창작했다. 부슈널은 마그나복스 오디세이에 내장된 전자오락 핑퐁 게임에서 아이디어를 얻었고, 이로 인해 후일 마그나복스는 아타리에게 소송을 제기한다. 알콘이 작업한 결과물의 품질에 놀란 부슈널과 아타리의 공동 창업자 테드 대브니는 결국 게임을 생산하기로 결정했다.
《퐁》은 빠르게 성공했다. 아울러 최초의 상업적 성공을 이룬 아케이드 게임으로써 1세대 가정용 콘솔 마그나복스 오디세이와 더불어 비디오 게임 산업의 구축에 이바지했다. 발표에서 머지 않아 다양한 업체가 《퐁》의 게임플레이를 흉내내어 게임 제작에 돌입, 결국 새로운 방식의 게임이 발매되기 이른다. 결과적으로 아타리는 임원진들에게 그보다 진보적인 게임을 개발하도록 부추기게 된다. 원판의 게임플레이에 갖가지 새로운 기능을 덧붙인 몇몇 후속작의 개발도 이루어졌다. 1975년 성탄절 시즌에 아타리는 퐁의 가정용 버전을 시어스 소매점에 한정 판매했다. 역시 상업적으로 성공, 수많은 사본의 제작으로 이어진다. 본작은 발매 이래 상당한 가정용, 그리고 휴대용 기기로 이식되었다. 《퐁》은 각종 텔레비전 쇼 및 비디오 게임에서 언급되며 패러디되었다. 또한 몇몇 비디오 게임과 문화 전시회의 일부로 자리잡았다.

## 게임 방식

두 개의 라켓이 공을 반대편 혹은 그 뒤로 돌려준다. 화면의 위쪽에는 점수가 숫자로 기록되어 있다.

《퐁》은 탁구를 모방한 2차원 스포츠 게임이다. 플레이어는 화면의 좌측에 위치한 게임상의 라켓을 위아래로 조작하여 컴퓨터가 조작하는 상대 혹은 반대편의 두 번째 라켓을 조작하는 다른 플레이어와 맞붙는다. 플레이어는 라켓을 이용해 공을 침으로써 반대편, 혹은 그 뒤로 넘긴다. 각 플레이어는 상대편보다 먼저 11점을 모으는 것을 목표로 한다. 점수는 한 플레이어가 상대편에게 공을 돌려주지 못했을시 획득된다.

## 개발 및 역사

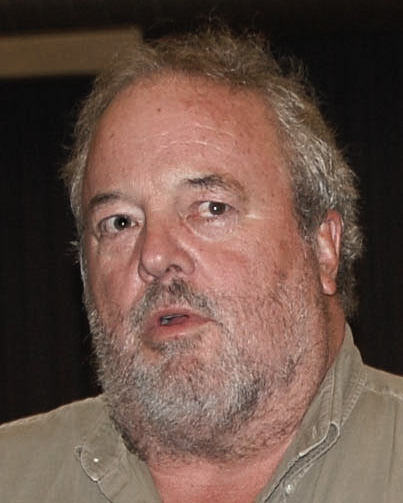
《퐁》은 아타리의 엔지니어 앨런 알콘이 훈련 연습으로서 구상하고 제작했다.

《퐁》은 아타리가 처음 개발한 게임이다. 《컴퓨터 스페이스》의 제작 이후 부슈넬은 다른 회사들에게 아이디어 사용 허가를 주고 더 많은 게임을 제작하기 위해 회사를 세우기로 결정했다. 게임 자금 조달을 위해 처음 교섭한 회사는 밸리 매뉴팩처링 코퍼레이션이다. 회사의 설립 이후 부슈넬은 앨런 알콘의 전자 엔지니어링 및 컴퓨터 공학 경험을 높게 여겨 그를 채용했다. 또한 부슈낼과 대브니는 암펙스사에서 함께 일한 경력이 있다. 아타리 입사 이전 알콘은 비디오 게임에 경험이 전무했다. 알콘에게 게임 창작을 익히게 하려고 부슈낼은 준비운동 연습으로서 비밀 프로젝트를 그에게 하달했다. 부슈낼은 알콘에게 현재 제너럴 일렉트로닉과 제품 생산에 관련해 협상 중에 있으며 알콘에게 이리저리 움직이는 점, 두 개의 라켓, 점수 기록을 위한 숫자 기능이 있는 단순한 게임의 제작을 요청했다. 2011년 부슈넬은 자기가 플레이한 바 있는 전자 테니스의 이전 버전에 영감을 얻었다고 밝혔다. (부슈낼이 플레이한 게임은 1964년 대학 재학 중일 때 PDP-1 컴퓨터에 설치된 버전이다.) 하지만 알콘은 부슈넬이 마그나복스 오디세이의 테니스 게임에 갖는 시각을 그대로 반영하였다고 주장했다. 1972년 5월 부슈넬은 캘리포니아주 벌링게임에 위치한 마그나복스의 영리 캐러밴에 방문, 시연된 마그나복스 오디세이를 플레이했고 거기에 탁구 게임도 있었다. 그러나 게임의 품질에 실망한 부슈낼은 이후 알콘에게 프로젝트를 할당했다.
알콘은 부슈넬이 《컴퓨터 스페이스》를 위해 그린 도식을 검토했으나, 도무지 알아볼 수 없게 쓰여 있었다. 그는 자신의 트랜지스터-트랜지스터 논리에 대한 지식과 부슈넬의 게임에 기반하여 스스로의 설계를 만들었다. 기본 게임이 너무 지루하다고 여긴 알콘은 게임에 어필할 요소를 추가했다. 먼저 라켓을 여덟 개 부분으로 분할해 공의 튕겨내는 각도를 다르게 만들었다. 이를테면 중앙 부분은 라켓와 공의 상호작용에 따라 90도 각도로 쳐내는 반면에 외부 부분은 공을 보다 작은 각도로 쳐내게 된다. 또한 플레이가 계속될수록 공의 속도를 가속화하게 했다. 공을 놓일시 공의 속도는 원상태로 돌아간다. 다른 한 가지 기능으로는 게임상의 라켓이 화면의 꼭대기까지 닿을 수 없다는 점에 있다. 이는 고유의 결함이 있는 단순한 회로의 문제였는데, 이를 고치는 데 시간을 투자하기 보다 게임의 난이도를 높이고 게임의 플레이 가능 시간을 제한하기 위해 그냥 두었다. 또한 두 숙련된 플레이어라면 영원히 플레이가 가능할 것이라고 생각했다.
개발 돌입에 세 달이 지났을 무렵, 부슈넬은 알콘에게 게임이 현실적인 음향 효과와 환호하는 군중이 도입되었으면 한다고 요청했다. 대브니는 플레이어가 한 라운드에서 패할시 게임이 야유("boo" "hiss")를 보내기를 원했다. 알콘은 필수 전자장치를 담아내기 위해 한정된 공간을 사용했고 디지털 회로에서 그러한 음향을 만들어낼 방법을 알지 못했다. 동기 신호 발생기를 검토한 뒤, 그는 이것이 각기 다른 신호를 만든다는 것을 발견했고 이들을 게임의 음향 효과로 사용했다. 시제품의 제작을 위해 알콘은 동네 매장에서 히타치 흑백 텔레비전을 75달러에 구매한 뒤 4-피트 (1.2 m) 크기의 나무 수납장 안에 배치했다. 그리고 필수 회로를 제작하기 위해 기판을 전선으로 납땜했다. 시제품에 깊은 인상을 받은 부슈넬과 다브니는 수익 창출이 가능한 상품으로 보고 시장성을 타진해 보기로 결심했다.

## 인기
퐁은 발매 당시 1대당 1,200달러에 판매되었다. 이 때에는 오락실(게임 센터)라는 개념이 없었던 시절이었기 때문에 주로 술집 위주로 판매가 되었다. 당시 술집에서 많이 팔렸던 오락 기구로 핀볼이 있었는데 당시 가장 인기가 있던 핀볼이 2,000대 이상 팔렸던 반면 퐁은 무려 8,500대가 팔렸다고 한다. 한 술집에서는 설치한지 이틀만에 고장이 나서 AS를 가보니 동전이 너무 많이 투입된 것이 원인이었으며 이것은 플레이한 사람이 굉장히 많았다는 것을 의미한다. 이렇게 미국 전역에 엄청난 히트를 치면서 '아케이드 게임' 시장을 개척하게 되었고, 다른 여러 회사에서도 업소용 게임들을 출시하면서 오늘날 의미하는 게임센터가 만들어지게 되었다.

## 가정용 퐁
퐁의 성공 이후 퐁을 집에서 즐길 수 있도록 하기 위해 1973년부터 개발에 돌입, 1974년 크리스마스 시즌에 100달러의 가격으로 가정용 퐁이 출시되었다. 가정용 퐁은 지금의 400$와 같은 가격으로 큰 인기를 누리며 매진되었다. 가정용 퐁은 큰 유행을 일으켜 텔레비전의 형광체가 타서 자국이 남거나 패들이 마모되어 교체하는 일이 빈번하게 일어났다. 1974년~1975년 발매 당시 15만대라는 당시로서는 기록적인 수량을 출하하였다.
가정용 퐁은 1975년 6월 소비자 가전 전시회에 전시되었는데 Sears, Roebuck and Company의 스포츠용품 구매담당자인 Tom Quinn과 만나게 된다. Quinn은 아타리에게 크리스마스 시즌까지 얼마나 생산할 수 있는지 물었고 75,000대라 답한 부슈널에게 그 2배인 150,000대와 생산비를 지불하는 조건으로 독점 판매를 제안하였다.

## 마그나복스와의 소송전
퐁은 최초의 가정용 게임기로 불리는 마그나복스 오디세이(Magnavox Odyssey)와 특허 소송을 치르기도 했다. 퐁이 오디세이에 포함된 게임 중의 하나인 '테니스'와 '탁구'와 많이 닮아있었기 때문이었다. 랄프 베어는 퐁이 자신들의 특허를 침해했다는 소송을 걸게 되었고, 결국 아타리와 마그나복스와의 협상으로 70만 달러의 라이선스 금액을 지불하고 독점 특허권 사용자의 지위를 얻었다.

## 참고 사항
1976년 General Instrument가 발매한 AY-3-8500 칩으로 퐁 형태의 게임기를 쉽게 만들 수 있었는데 이를 사용한 복제 게임기 범람으로 각 회사들은 자신들의 게임기를 헐값에 팔아치우는 일이 많았다.
퐁은 1970년대 중반부터 1980년까지 많은 인기를 누려 4인용으로 변형한 퐁 더블(Pong Doubles)이나 쿼드라퐁(Quadrapong), 슈퍼 퐁(Super Pong), 닥터 퐁(Doctor Pong)같은 다른 버전을 생산하기도 했다. 1976년 아타리에서 발표한 벽돌깨기(브레이크아웃)도 퐁의 변종으로 후에 타이토의 유명게임인 알카노이드(Arkanoid)로 재탄생하기도 한다.
퐁의 인기에 힘입어 다른 회사들이 제작한 퐁의 모방품들이 대량으로 쏟아나오기도 하였다. APF 일렉트로닉스의 APF TV Fun과, 콜레코의 텔스타, 닌텐도의 컬러 TV 게임 등 당시의 1세대 가정용 게임기들은 거의가 퐁이란 이름을 쓰지 않을 뿐 퐁과 비슷한 게임을 그대로 쓰는 경우가 많았고 여기에 게임 룰과 형태를 약간 변형하거나 하는 방법을 쓰기도 하였다.
대한민국에서도 1975년 명동의 미도파백화점에서 컴퓨터 TV라는 이름의 게임기를 도입, 시판하였고. 이후에 오림포스전자에서도 '오트론 TV 스포츠'라는 이름의 게임기를 만들기도 하였다.